# ミライサク
ミライサクは、ともにマリーゴールドに所属する女子プロレスラー、MIRAIと桜井麻衣のタッグチーム。

## 概要

### スターダム時代
2022年1月3日、スターダム・ベルサール新宿グランド大会のメインイベントで、舞海魅星改めMIRAIはテクラとともにジュリア率いるユニット「ドンナ・デル・モンド（以下DDM）」の新メンバーとして登場。ジュリア＆MIRAI＆テクラvs中野たむ＆ウナギ・サヤカ＆桜井まいの6人タッグマッチに勝利したあと、ジュリアは当時COSMIC ANGELSのメンバーだった桜井に対し「COSMIC ANGELSにいたらいつまでたっても強くなれない」と勧誘。それに対し沈黙を続けていた桜井は2月12日の大阪大会においてジュリアにDDM移籍を志願し加入。同じユニットとなったMIRAIと桜井は、3月11日の「NEW BLOOD 1」で初めてコンビを結成し上谷沙弥＆レディ・C組と引き分けるが、この時にMIRAIが自身のXで初めて「ミライサク」のフレーズを使用する。ところが3月26日に朱里がDDMを離脱し、4月3日に壮麗亜美と共に新ユニット「God's Eye（以下GE）」を結成すると、MIRAIもGE入りを志願し、DDMを離脱する。試合後のバックステージでジュリア達がMIRAIに詰め寄ったあと、一人残った桜井はMIRAIと涙で握手を交わす。
その後MIRAIは4月のSTARDOM Cinderella tournamentで初出場初優勝を果たすなど順調に結果を残したのに対し、桜井は伸び悩みの日々が続いていたが、翌2023年のシンデレラトーナメントでは桜井がジュリアなどの格上を次々に破りブレイク。さらにMIRAIも順調に勝ち上がり決勝で2人の対戦が実現。結果はMIRAIが勝利し2連覇を達成する。
2023年9月10日、「ドリーム・タッグ・フェスティバル 2023」にてファン投票によりミライサクが久々にタッグを結成し、吏南＆妃南組を破ると、桜井はこのタッグでタッグリーグ戦であるGODDESSES OF STARDOMに出場することを表明。同リーグでミライサクは優勝候補のFWC（葉月＆コグマ）を破るなど4勝2敗の成績を残す。
2024年3月22日、MIRAIと桜井が共に3月末をもって契約満了により退団することが発表される。

### マリーゴールド時代
2024年4月15日、MIRAIと桜井まい改め桜井麻衣は新団体「マリーゴールド」の旗揚げに参加。5月26日の新木場1stRING昼興行で移籍後初めてコンビを組むがSareee＆野崎渚組に敗れる。
2024年7月15日、新設のタッグ王座「マリーゴールド・ツインスター王座」の初代王座決定トーナメント開催が発表され、ミライサクはトーナメントにエントリーされる。7月20日に新木場1stRINGで行われた1回戦でマイラ・グレース＆ゼイダ・スティール組を破ったあと、7月28日に蝶野正洋を招聘して緊急特訓を敢行。迎えた30日の後楽園ホール大会、まず準決勝で野崎渚＆CHIAKI組と対戦し桜井が「蝶野直伝」のSTFでCHIAKIからギブアップを奪い決勝進出。決勝では青野未来＆翔月なつみ組と対戦し、7月13日両国国技館大会でのUN王座を巡る戦いで苦杯をなめた青野にMIRAIがラリアットを決めて雪辱し、ミライサクが初代王者組となった。

## タイトル歴
マリーゴールド
- 第2代マリーゴールド・ユナイテッド・ナショナル王座
- 初代マリーゴールド・ツインスター王座
- ツインスターカップ・タッグトーナメント 優勝（2024年）